# Лофн
Лофн (давносканд. можл. «утішаюча», «дозволяюча») — богиня германо-скандинавської міфології, яка уособлює перемогу кохання над заборонами. Добра та прихильна до молитов пар, які хочуть бути разом. Лофн згадується у Прозовій Едді, що була написана в XIII столітті Сноррі Стурлусоном, в кенінгах та скальдичній поезії.

## Атестації
Лофн згадується у Молодшій Едді («Про Богинь») як восьма богиня, близька до Одіна та Фрігг, яка допомагає подолати заборону богів на союз між чоловіком та жінкою:
Восьма — Лофн така добра і прихильна до благань, що добивається у Всеотця і Фрігг дозволу з'єднатися чоловікові і жінці, хоч би це й було їм раніше сказано. Це її ім'ям називається «дозвіл», а також те, що «славлять» люди. Ім'я «Лофн» (Lofn) має схожість зі словом «дозвіл» (lof) і «славити» (lofa).
Також Лофн фігурує як одна зі служанок Фрігг, у її обов'язки входило усувати перешкоди між закоханими, які щирі у своїх почуттях:
Моя кохана струнка як лілія,
Зняв її я з сідла і повів до вівтаря,
де священик вінчав нас,
І клятви ловного повторювала вона, не затинаючись.
За іншою версією, Лофн уособлює чесноти Фрігг, зокрема її окремі якості, які характеризують імена кожної з прислужниць Фрігг.
Ім'я Лофн також згадується у Сагах про Гіслі, як хейті до слова «жінка»:
Мовила Лофн золота, — 
Навіки залиш знахарство,
Скальду ворожба не пристала.